# باحة حسية أولية
البَاحة الحسيِّة الأوليِّة هي المناطق القشرية الأساسية للأنظمة الحسية الخمسة في الدماغ (الذوق والشم واللمس والسمع والرؤية). باستثناء نظام الشمي فإنه يتلقى المعلومات الحسية من إسقاطات العصب المهادي. يأتي مصطلح الأولي من حقيقة أن هذه المناطق القشرية هي المستوى الأول في التسلسل الهرمي لمعالجة المعلومات الحسية في الدماغ.لا ينبغي الخلط بين هذا وبين وظيفة القشرة الحركية الأولية، والتي هي آخر موقع في القشرة الحركية.